# 普湾体育场站
普湾体育场站位于中华人民共和国辽宁省大连市金州区，是大连地铁13号线的地铁车站，于2021年12月28日启用。车站名称来源于主体建筑西侧的大连普湾体育场。
车站曾以附近的大连海洋大学新校区命名为“海洋大学站”，后因普湾体育场距离车站相对更近而更名。

## 位置
普湾体育场站位于金州区滨海公路与石小线之间，大连普湾体育场东侧。

## 车站结构
普湾体育场站为侧式站台高架站，1层为出入口，2层为站厅层，3层为站台层。
| F3层 | 候车区                                      | 候车区、扶梯及楼梯往站厅 |  |
| F3层 | 侧式站台，开右边门                          |                          |  |
| F3层 | █ 13号线列车往开发区及九里方向 （石河黄旗） |                          |  |
| F3层 | █ 13号线列车往普兰店振兴街方向 （石河北海） |                          |  |
| F3层 | 侧式站台，开右边门                          |                          |  |
| F3层 | 候车区                                      | 候车区、扶梯及楼梯往站厅 |  |
| F2层 | 站厅                                        | 自动售票机、进站闸机     |  |
| F1层 | 出入口                                      | 出入口                   |  |

### 车站出口
本站设有2个出入口，均位于石小线北侧。
| 出口编号 | 出口指示 | 建议前往的目的地                                   |
| -------- | -------- | -------------------------------------------------- |
| 出口 · A |          | 石小线、大连普湾体育场、滨海路、大连海洋大学新校区 |
| 出口 · B |          | 大连新重集团有限公司                               |

## 附近公交线路
车站暂无公交线路接驳。